# Hands Clean
Hands Clean è un brano pop rock cantato da Alanis Morissette, ed inserito nel suo album del 2002 Under Rug Swept. È stato pubblicato come primo singolo dell'album il 4 febbraio 2002.
Il testo della canzone riporta una specie di dialogo fra due persone, apparentemente una relazione sentimentale fra una Morissette minorenne ed un produttore discografico. In seguito la cantante ha dichiarato in un'intervista a US Weekly che la canzone effettivamente parla di una relazione che ebbe con un uomo di 29 anni, quando lei ne aveva solo 14. La loro relazione durò per 5 anni. Si è speculato che la persona in questione possa essere la stessa a cui fu indirizzato il suo primo singolo di successo "You Oughta Know".
"Hands Clean" è il singolo di Alanis Morissette ad avere avuto maggior successo in Italia, raggiungendo la terza posizione della classifica dei dischi più venduti.

## Tracce
CD1
1. Hands Clean 4:29
2. Awakening Americans 4:25
3. Unprodigal Daughter 4:09
4. Symptoms 4:15

## Classifiche
| Chart (2002)                      | Massima posizione |
| --------------------------------- | ----------------- |
| Svizzera                          | 5                 |
| Austria                           | 12                |
| Francia                           | 66                |
| Olanda                            | 15                |
| Belgio                            | 38                |
| Spagna                            | 14                |
| Svezia                            | 32                |
| Norvegia                          | 7                 |
| Italia                            | 3                 |
| Australia                         | 9                 |
| Nuova Zelanda                     | 1                 |
| UK                                | 12                |
| U.S. Billboard Hot 100            | 23                |
| U.S. Billboard Modern Rock Tracks | 3                 |
| Canada                            | 1                 |